# ألبان كرواتيا

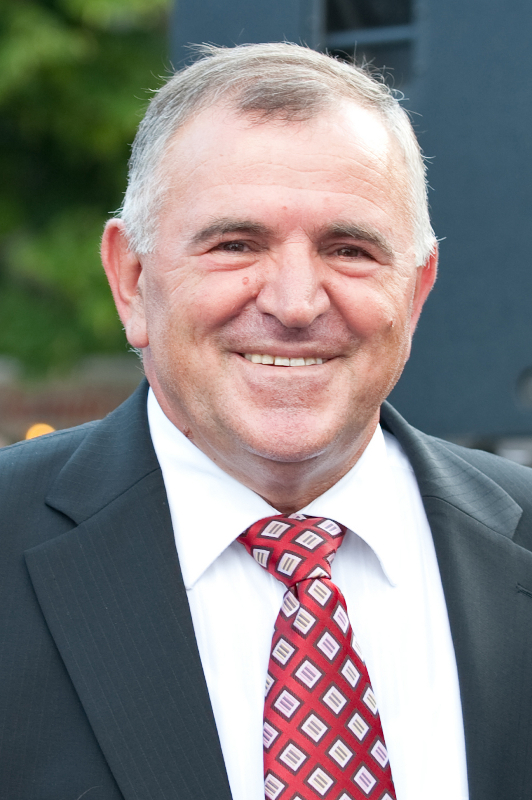

ألبان كرواتيا (بالألبانية: Shqiptarët e Kroacisë، وبالكرواتية: Albanci u Hrvatskoj)، أحد المجموعات العرقية في جمهورية كرواتيا من أصل ألباني، ويُعترف بهم رسمياً في الدستور كأقلية وطنية أصيلة، ولذلك فإن لهم الحق في انتخاب ممثل خاص لهم في البرلمان الكرواتي.
بحسب تعداد السكان الكرواتي لعام 2011، سُجل 17,513 نسمة من أصل ألباني يعيشون في كرواتيا بنسبة 0.41% من جملة السكان، أكثرهم من المسلمين (9,594 نسمة بنسبة 54.8%) والكاثوليك (7,109 نسمة بنسبة 40.6%).